# Ingå kommunvapen

Ingå kommunvapen.

Ingå kommunvapen ritades av Arne Wilhelm Rancken och stadfästes 17 april 1951. Den blå färgen i vapnet symboliserar havet som omger Ingå i söder, och guldfältet symboliserar mognande säd. Konsekrationskorset syftar på Ingås medeltida kyrka helgad åt S:t Nikolaus, som är sjömännens skyddshelgon. Ankaret symboliserar sjöfart. Hamnplatserna i kommunen var kända och flitigt utnyttjade redan under tidig medeltid.
Blasoneringen lyder: "Medelst en vågskura delad sköld av guld, vari ett rött konsekrationskors, och av blått, vari ett balkvis ställt ankare av guld".